# USS David W. Taylor (DD-551)
USS David W. Taylor (DD-551) là một tàu khu trục lớp Fletcher được Hải quân Hoa Kỳ chế tạo trong Chiến tranh Thế giới thứ hai. Nó là chiếc tàu chiến duy nhất của Hải quân Mỹ được đặt theo tên Chuẩn đô đốc David W. Taylor (1864-1940), kỹ sư và là nhà kiến trúc hải quân từng phục vụ trong Chiến tranh Thế giới thứ nhất. Nó hoạt động cho đến hết Thế Chiến II, xuất biên chế năm 1946 rồi được chuyển cho Tây Ban Nha năm 1951, phục vụ như là chiếc Almirante Ferrandíz (D22) cho đến khi bị tháo dỡ năm 1987. David W. Taylor được tặng thưởng tám Ngôi sao Chiến trận do thành tích phục vụ trong Thế Chiến II.

## Thiết kế và chế tạo
David W. Taylor được đặt lườn tại xưởng tàu của hãng Gulf Shipbuilding Corporation ở Chickasaw, Alabama vào ngày 12 tháng 6 năm 1941. Nó được hạ thủy vào ngày 4 tháng 7 năm 1942; được đỡ đầu bởi bà Imogene Taylor Powell, con gái Chuẩn đô đốc Taylor; và nhập biên chế vào ngày 18 tháng 9 năm 1943 dưới quyền chỉ huy của Hạm trưởng, Thiếu tá Hải quân W. H. Johnsen.

## Lịch sử hoạt động

### Thế Chiến II
David W. Taylor hộ tống một đoàn tàu buôn đi từ Charleston, South Carolina đến Trân Châu Cảng, đến nơi vào ngày 20 tháng 1 năm 1944. Ba ngày sau, nó lên đường hộ tống một đoàn tàu vận tải tiếp liệu đi đến các quần đảo Gilbert và Marshall, quay trở về Trân Châu Cảng vào ngày 29 tháng 2. Sau khi hộ tống tàu sân bay Intrepid đi San Francisco, California, nó khởi hành từ Trân Châu Cảng vào ngày 1 tháng 4 để tuần tra tại khu vực quần đảo Marshall cho đến ngày 12 tháng 5. Quay trở về Trân Châu Cảng vào ngày 18 tháng 5, nó thực hành huấn luyện tại đây cho đến ngày 7 tháng 6.
Từ ngày 15 tháng 6 đến ngày 4 tháng 8, David W. Taylor lên đường trong thành phần bảo vệ cho một lực lượng tàu sân bay hộ tống và tàu chở dầu, để hỗ trợ cho Chiến dịch quần đảo Mariana và Palau. Vào ngày 4 tháng 7, nó cùng tàu khu trục hộ tống Riddle tấn công và đánh chìm chiếc tàu ngầm Nhật Bản I-10 ở tọa độ 15°26′B 147°48′Đ / 15,433°B 147,8°Đ. Chiếc tàu khu trục gia nhập Đệ Tam hạm đội vào ngày 19 tháng 8, và khởi hành từ Manus hộ tống một đội tiếp liệu để hỗ trợ cho lực lượng đặc nhiệm tàu sân bay nhanh trong các cuộc không kích chuẩn bị, cũng như trong chính cuộc tấn công chiếm đóng phần phía Nam của Palaus. Sau khi căn cứ hoạt động của nó được chuyển đến Ulithi từ ngày 29 tháng 10, nó tiếp tục hộ tống đội tiếp liệu cho đến ngày 22 tháng 11, khi nó tham gia cùng các tàu sân bay cho các cuộc không kích lên để hỗ trợ cho cuộc đổ bộ lên Leyte.
Vào ngày 29 tháng 12, David W. Taylor khởi hành từ Ulithi cho đợt không kích lên Bonins, rồi bắn phá Chichi Jima vào ngày 5 tháng 1 năm 1945. Lúc 07 giờ 45 phút ngày hôm đó, xảy ra một vụ nổ dưới nước, có thể do thủy lôi, làm con tàu bị hư hại nặng và bốn người thiệt mạng; tuy nhiên các nỗ lực của đội kiểm soát hư hỏng đã giúp cho nó nổi được, và quay trở về Saipan vào ngày 7 tháng 1 bằng chính động lực của nó. Con tàu tiếp tục đi đến Xưởng hải quân Hunter's Point, California, nơi nó được sửa chữa và đại tu từ ngày 13 tháng 2 đến ngày 7 tháng 5.
Lên đường từ San Diego, California để đi Okinawa vào ngày 15 tháng 5, David W. Taylor bắn phá đảo Emidj trên đường đi vào ngày 18 tháng 6, đi đến nơi vào ngày 30 tháng 6. Chiếc tàu khu trục hoạt động cùng một đội đặc nhiệm ngoài khơi Okinawa, và sau khi Nhật Bản đầu hàng, nó đi đến Takasu, Kyūshū vào ngày 4 tháng 9, hộ tống một đoàn tàu vận tải chuyên chở lực lượng chiếm đóng. Nó hỗ trợ cho cuộc đổ bộ lên Wakanoura Wan và Nagoya cho đến khi lên đường đi San Diego vào ngày 31 tháng 10, về đến nơi vào ngày 17 tháng 11. Nó được cho xuất biên chế tại đây vào ngày 17 tháng 8 năm 1946 và được đưa về lực lượng dự bị.

### Sau chiến tranh
Sau hơn mười năm, con tàu được chuyển cho Tây Ban Nha mượn vào ngày 15 tháng 5 năm 1957 trong khuôn khổ Chương trình Viện trợ Quân sự, và hoạt động cùng Hải quân Tây Ban Nha như là chiếc Almirante Ferrandíz (D22), tên được đặt theo Phó đô đốc, Bộ trưởng Hải quân Tây Ban Nha José Ferrándiz (1847–1918). Tây Ban Nha mua lại quyền sở hữu con tàu vào ngày 1 tháng 10 năm 1972, và nó tiếp tục phục vụ cho đến ngày 17 tháng 11 năm 1987, khi nó ngừng hoạt động và bị tháo dỡ.

## Phần thưởng
David W. Taylor được tặng thưởng tám Ngôi sao Chiến trận do thành tích phục vụ trong Thế Chiến II.